# Семпл, Райан
Райан Семпл (фр. Ryan Semple, род. 21 октября 1982 года, Монреаль) — канадский горнолыжник, участник двух Олимпийских игр. Наиболее успешно выступает в комбинации.
В Кубке мира Семпл дебютировал в 2001 году, в декабре 2004 года впервые попал в тридцатку лучших на этапе Кубка мира, в слаломе. Всего на сегодняшний день имеет 12 попаданий в десятку лучших на этапах Кубка мира, 3 в слаломе, 1 в гигантском слаломе и 8 в комбинации. Лучшим достижением в общем зачёте Кубка мира, является для Семпла 103-е место в сезоне 2004-05.
На Олимпиаде-2006 в Турине стартовал в гигантском слаломе и комбинации, но в обоих случаях не добрался до финиша.
На Олимпиаде-2010 в Ванкувере, стал 15-м в комбинации.
За свою карьеру участвовал в трёх чемпионатах мира, лучший результат 15-е место в гигантском слаломе на чемпионате мира - 2005.
Использует лыжи и ботинки производства фирмы Fischer.